# 2023年10月14日日食
2023年10月14日日蝕是一次發生於2023年10月14日的日環蝕。新月當天（即朔日），地球上觀測到月球和太阳的角距離極小，此時月球如果恰好在月球交點附近，穿過太阳和地球之間，與地球、太阳接近一直線，則會出現日食。月球穿過太阳和地球之間，但距地球較遠，本影未能接觸地表，而使偽本影覆蓋的區域內看到月球的角直徑小於太陽，就形成日環食，同時在偽本影兩側數千公里的半影範圍內形成日偏食。此次日環食經過了美國、墨西哥、瓜地馬拉很小一角、貝里斯、宏都拉斯、尼加拉瓜、哥斯達黎加東岸很小部分、巴拿馬、哥倫比亞、巴西，日偏食則覆蓋了美洲大部分及周邊部分地區。
此次日食也是自2017年8月21日後時隔6年再次降臨美國的中心食（即日全食或日環食），亦是自2046年以前美國的最後一次日環食。而下一次發生在美國的日食則是在2024年4月8日。

## 日食概況

### 出現區域
美国阿拉斯加州科迪亞克群島東南約920公里的北太平洋在日出時最先看到此次日環食，隨後月球偽本影向東南移動，斜貫美國、墨西哥灣、尤卡坦半島、中美洲，在尼加拉瓜猴角東南約66公里的加勒比海達到最大食分，此後偽本影穿過巴拿馬灣，跨過南美洲北部並逐漸轉為向東移動，最終在日落時分結束於巴西帕拉伊巴州東北約620公里的大西洋洋面。
偽本影經過的陸地包括：
- 美国：自西北向東南斜貫俄勒冈州南部，經過加利福尼亞州東北部後斜貫內華達州北部並擦過愛達荷州極西南角，斜貫猶他州並經過亞利桑那州東北部和科羅拉多州西南部後斜貫新墨西哥州和德克薩斯州；
- 墨西哥：尤卡坦州西部、坎佩切州東北半部、金塔納羅奧州西南部；
- ：擦過貝登省東北角；
- ：橘園區除西南角外的絕大部分、科羅薩爾區、卡約區東北部、伯利兹区、斯坦克里克區除西南部外的大部分，其中包括貝爾墨邦，是本次環食帶經過的唯一首都；
- ：科爾特斯省極東北角、阿特蘭蒂達省除西南部外的絕大部分、約羅省中東部、弗朗西斯科-莫拉桑省北部、科隆省中西部、奧蘭喬省除東北角和西南角外的絕大部分、埃爾帕拉伊索省東北部、格拉西亞斯-阿迪奧斯省西南角；
- 尼加拉瓜：新塞哥維亞省東部、希諾特加省中北部、馬塔加爾帕省東北半部、北加勒比海岸自治區西南半部、博阿科省東北部、瓊塔萊斯省東北部、南加勒比海岸自治區除西南部外的大部分、聖胡安河省東部；
- ：擦過利蒙省海岸的西北端、利蒙市、卡維塔角（Punta Cahuita）和東南部四處；
- 巴拿马：博卡斯德爾托羅省東北部、恩貝拉-沃內安特區中東部、奇里基省東北角、貝拉瓜斯省除南部外的大部分、科隆省西半部、科克萊省、西巴拿馬省西南半部、埃雷拉省、洛斯桑托斯省；
- 哥伦比亚：喬科省南半部、考卡山谷省除西南部外的大部分、里薩拉爾達省西南角、金迪奧省除東北角外的大部分、托利馬省中南部、考卡省東北部、乌伊拉省中北部、梅塔省西南部、卡克塔省北部、瓜維亞雷省西南部、沃佩斯省南半部、亞馬遜省東北部；
- 巴西：自西向東貫穿亚马孙州、帕拉州中部偏南、托坎廷斯州北部、馬拉尼昂州中部偏南、皮奧伊州後經過塞阿臘州南部、伯南布哥州北部、北里約格朗德州中南部、帕拉伊巴州除南部外的大部分。[5][6]

除了上述狹窄的環食帶內能看到日環食之外，月球半影覆蓋範圍內都能看到日偏食，包括北美洲除美国阿拉斯加州西部、加拿大埃爾斯米爾島北部、格陵蘭東部和南部外的絕大部分，除尼豪島外的東南夏威夷群島，除巴塔哥尼亞地區和福克蘭群島外的南美洲，非洲的亚速尔群岛、馬德拉群島、加那利群島中西部、西非西部、阿森松島。

此次日環食過程中月影在地表移動的動畫

### 基本參數
- 類型：日環食
- 食甚中心處（位於尼加拉瓜猴角東南約66公里的加勒比海）資料：
  - 時間：2023年10月14日17:59:29.5
  - 地點：11°22.2′N 83°6.1′W / 11.3700°N 83.1017°W
  - 食分：0.9520（環食帶內最大）
  - 偽本影寬度：187.4公里
  - 日環食持續時間：5分17.2秒
- 環食最長處資料：
  - 時間：2023年10月14日18:13:09
  - 地點：8°15′N 80°24′W / 8.250°N 80.400°W
  - 偽本影寬度：191.1公里
  - 日環食持續時間：5分17.8秒[8]

## 相關的日食

### 2022-2025年的日食
月球交替位於相對的月球交點時，以半個交點年（食年），即約177天又4小時間隔出現下列日食。
| 日食列表  |           |           |           |           |           |           |           |           |           |           |           |
| 1997-2000 | 2000-2003 | 2004-2007 | 2008-2011 | 2011-2014 | 2015-2018 | 2018-2021 | 2022-2025 | 2026-2029 | 2029-2032 | 2033-2036 | 2036-2039 |

| 升交點                                    | 升交點                   |                            | 降交點                    | 降交點 |
| 沙羅周期                                  | 地圖                     | 沙羅周期                   | 地圖                      |        |
| 117 智利聖地亞哥的日偏食                  | 2022年4月30日 偏食（南） | 124 俄羅斯薩拉托夫的日偏食 | 2022年10月25日 偏食（北） |        |
| 129 發生於東帝汶的日全食現象              | 2023年4月20日 全環食     | 134 墨西哥坎佩切的日環食   | 2023年10月14日 環食       |        |
| 139 發生於美国,印第安纳波利斯的日全食現象 | 2024年4月8日 全食        | 144                        | 2024年10月2日 環食        |        |
| 149                                       | 2025年3月29日 偏食（北） | 154                        | 2025年9月21日 偏食（南）  |        |

### 沙羅周期
沙羅週期長度為18年11天。本次日食屬於沙羅週期134，共包含71次日食，依次為1248年6月22日至1410年9月28日的10次日偏食、1428年10月9日至1554年12月24日的8次日全食、1573年1月3日至1843年6月27日的16次全環食（亦稱混合食）、1861年7月8日至2384年5月21日的30次日環食、2402年6月1日至2510年8月6日的7次日偏食，總共歷時1262.11年。其中最長的全食發生於1428年10月9日，共持續了1分30秒。
下表列舉了1901年至2100年間發生的屬於該周期的日食，是第38至48次：
| 38             | 39             | 40            |
| -------------- | -------------- | ------------- |
| 1915年8月10日  | 1933年8月21日  | 1951年9月1日  |
| 41             | 42             | 43            |
| 1969年9月11日  | 1987年9月23日  | 2005年10月3日 |
| 44             | 45             | 46            |
| 2023年10月14日 | 2041年10月25日 | 2059年11月5日 |
| 47             | 48             |               |
| 2077年11月15日 | 2095年11月27日 |               |

## 資料來源
1. ↑  樊忠玉. . 中国天文科普网.   [2018-01-26]. （原始内容存档于2014-09-17）.
2. 1 2  Fred Espenak. . NASA Eclipse Web Site.   [2018-01-26]. （原始内容存档于2020-12-03）.（英文）
3. ↑  . 光明日報.   [2023-10-15]. （原始内容存档于2023-10-15）.（繁體中文）
4. ↑  . 中國報.   [2023-10-15]. （原始内容存档于2023-10-15）.（简体中文）
5. ↑  Fred Espenak. . NASA Eclipse Web Site.   [2018-01-26]. （原始内容存档于2020-12-14）.（英文）
6. ↑  Xavier M. Jubier. .   [2018-01-26]. （原始内容存档于2018-01-26）.（法文）（英文）
7. ↑  Fred Espenak. . NASA Eclipse Web Site.   [2018-01-26]. （原始内容存档于2019-01-18）.（英文）
8. ↑  Fred Espenak. . NASA Eclipse Web Site.   [2018-01-26]. （原始内容存档于2020-10-20）.（英文）
9. ↑  Fred Espenak. . NASA Eclipse Web Site.（英文）

## 外部連結
- NASA日食專頁（页面存档备份，存于）（英文）
- 可見區域圖和時間統計：由弗雷德·埃斯佩纳克做出的日食預報，NASA/GSFC
  - Google互動地圖呈現的日食範圍
  - 貝塞爾元素
- Google地圖顯示的日環食和日偏食範圍（页面存档备份，存于）（法文）（英文）

| \| \| 日食 \|                             |                               |                                          |
| 上一次日食： 2023年4月20日日食 （全環食） | 2023年10月14日日食 （日環食） | 下一次日食： 2024年4月8日日食 （日全食） |
| 上一次日環食： 2021年6月10日日食          | 2023年10月14日日食 （日環食） | 下一次日環食： 2024年10月2日日食         |
|                                           | 日食                          |                                          |